# ミッレト制
ミッレト制（ミッレトせい、アラビア語: مِلَّة, millah ないしは milla, ミッラ、トルコ語: millet、ミレット制）は、主にオスマン帝国内で設けられていた非トルコ系、非イスラム系住民を保護、支配する特殊な宗教自治体を指す用語のカタカナ表記の一つ。

## 名称
「ミッレト」は、アラビア語で「宗教、信仰；宗派」を意味する アラビア語: مِلَّة（millah ないしは milla、ミッラ）を語源とするトルコ語単語 milletに由来する。
トルコ語では「ミレット」ではなく「ミッレト」と発音するため「ミレット」は誤読に相当するが、日本においてしばしば用いられてきたカタカナ表記であった。現在では中東関係の論文や専門書では原語発音に即した「ミッレト」とするのが一般的である。

## 概要
オスマン帝国では、とくに自領内のルーメリア(ヨーロッパ領)やアルメニアなどに居住する非トルコ系非ムスリム系諸族住民の構成する共同体に対して保護と支配とを兼ねる特殊な宗教自治体が設けられた。この制度のもとでギリシア正教・アルメニア教会派・ユダヤ教の各教徒は納税を条件に習慣と自治を認められ、多民族・多文化・多宗教の調和社会が一定程度築かれた。
サーサーン朝ペルシアでネストリウス派キリスト教徒に対し適用したのが原型とされるが、元来イスラームでは異教徒の中でもユダヤ教徒やキリスト教徒などの「啓典の民」には貢納の義務と引き換えに自治を認めて庇護を与える制度（ズィンミー）があることなどから、「イスラームの寛容性」の一形態と言える。しかし、「ミッレト制」の概念が普及したのは近代に入ってからであり、史料的な裏付けがないとの指摘もある。